# 미셸 비바르
미셸 비바르(프랑스어: Michel Bibard, 1958년 11월 30일, 상트르-발 드 루아르 앙부아즈 ~)는 프랑스의 전 축구 선수이자 감독이다. 그는 현재 프랑스의 생-클루 감독이다.
선수 시절, 비바르는 수비수로 활약했다. 그는 로스 앤젤레스에서 열린 1984년 하계 올림픽에서 프랑스 올림픽 선수단 일원으로 참가해 금메달을 목에 걸었고, 1980년대 중반에 6번의 국가대표팀 프랑스 국가대표팀 경기에도 출전했다. 파리-생제르맹의 선수로 1985년부터 1991년까지 역임한 그는 1986년 월드컵의 우승 주역이었다.

## 수상
낭트
- 디비시옹 1: 1976–77, 1979–80, 1982–83
- 쿠프 드 프랑스
  - 우승: 1978–79
  - 준우승: 1982–83

파리 생제르맹
- 디비시옹 1: 1985–86

프랑스 올림픽
- 하계 올림픽: 1984

프랑스
- 월드컵 3위: 1986
- 코파 아르테미오 프란키 : 1985